# Martock
Martock är en ort och civil parish i Storbritannien.   Den ligger i grevskapet Somerset och riksdelen England, i den södra delen av landet, 190 km väster om huvudstaden London. Martock ligger 21 meter över havet och antalet invånare är 4 405.
Terrängen runt Martock är platt. Runt Martock är det ganska tätbefolkat, med 160 invånare per kvadratkilometer. Närmaste större samhälle är Yeovil, 10,1 km öster om Martock. Trakten runt Martock består till största delen av jordbruksmark.